# معبد مصري

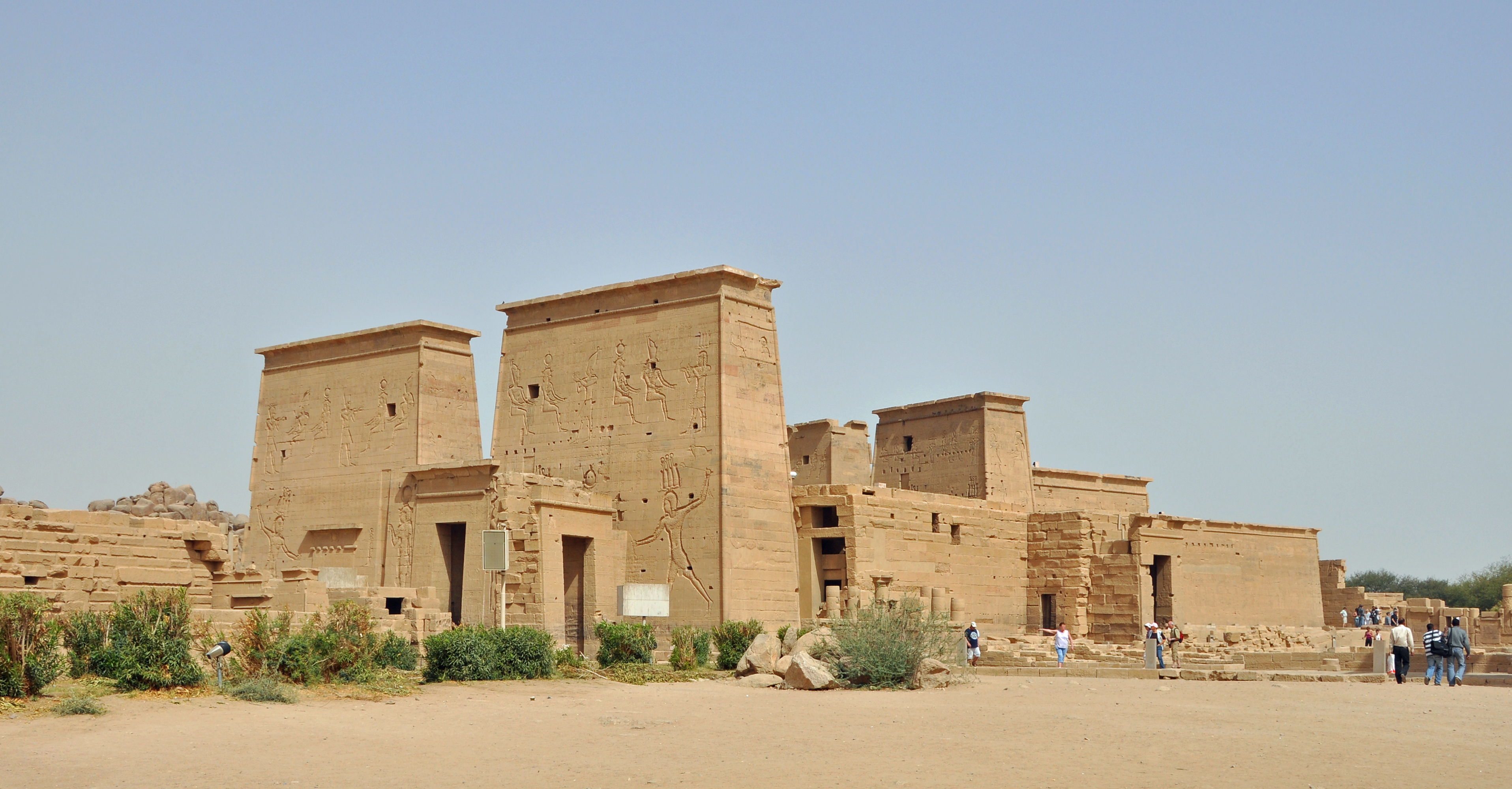
معبد إيزيس في فيلة.

بُنيت المعابد المصرية لعبادة الآلهة وللاحتفال ب الفراعنة في مصر القديمة وفي المناطق الخاضعة للسلطة المصرية. وكان يُنظر للمعابد على أنها بيت الآلهة أو الملوك الذين خصصت لهم. وداخل هذه المعابد أدى المصريون الطقوس الدينية المختلفة، وتلك الطقوس هي الوظائف الأساسية في الديانة المصرية مثل: تقديم القرابين للآلهة، وإعادة تمثيل تفاعلاتهم الخرافية خلال احتفالاتهم، وإبعاد القوى الفوضوية. وكانت تلك الطقوس ضرورية للاستمرار في الحفاظ على الماعت، وهوالنظام الإلهي للكون. وكان بناء المعابد ورعاية الآلهة من مهام الفراعنة، الذين كرسوا بذلك موارد ضخمة لبناء المعابد وصيانتها.ولقد أناب الفراعنة مجموعة من الكهنة للقيام بمعظم واجباتهم في تلك الطقوس لما في ذلك من ضرورة، ولكن معظم العامة واجهوا الاقصاء من المشاركة المباشرة في الاحتفالات، والمنع من دخول المناطق المقدسة من المعبد. وبالرغم من ذلك كان المعبد مركزًا دينيًا مهمًا للمصريين من الطبقات الاجتماعية كافة؛ فكانوا يتوجهون إليه لأداء الصلاة، وتقديم القرابين، ولطلب الإرشاد الحكيم من الإله الكامن في المعبد.
ويعد الضريح، الذي يحتوي على تمثال للإله، هو الجزء الأكثر أهمية في المعبد. وبمرور الوقت أصبحت الغرف الموجودة خارج الضريح أكبر حجمًا وأكثر اتساعًا، وبذلك تحولت المعابد من مجرد أضرحة صغيرة في أواخر فترة ما قبل الأسرات (في أواخر الألفية الرابعة قبل الميلاد)إلى مبان ضخمة في المملكة المصرية الحديثة (1550-1070 قبل الميلاد) وما بعدها. وتعد هذه الصروح من ضمن الأمثلة على العمارة المصرية الأكثر ضخامة وخلودًا، حيث إن العناصر المكونة لتلك العمارة منظمة ومزينة من خلال نماذج معقدة من الرموز الدينية. وكان التصميم النمطي للمعابد يتكون من سلسلة من الغرف المغلقة، والساحات المفتوحة، بالإضافة إلى وجود أعمدة ضخمة مرصوصة على طول طريق الدخول وتستخدم في المواكب الاحتفالية.وخارج المعبد يوجد حائط خارجي يحيط بالعديد من المبان الثانوية المتنوعة.
وكانت تحتوى المعابد الضخمة أيضًا على قظع كبيرة من الأراضي، بالإضافة إلي الألاف من عامة الشعب بهدف رعاية شؤون المعبد. وبذلك فقد كانت المعابد مركزًا رئيسًا للاقتصاد وكذلك للدين. وكان الكنهه الذين يديرون أمثال تلك المؤسسات ذات النفوذ يمتلكون تأثير شديد، وعلى الرغم من خضوع هؤلاء الكهنة للملك ظاهريًا، فإنهم أحيانًا يطرحون تحديات عظيمة لسلطات الملك.
ولقد استمر بناء المعابد، على الرغم من التراجع الذي شهدته الأمة والخسائر التي تكبدتها مصر لخضوعها للإمبراطورية الرومانية. ولقد واجهت الديانة المصرية اضطهادًا متزايد مع قدوم الديانة المسيحية، وأغلق آخر معبد في عام 550 بعد الميلاد. ولقرون عديدة تعرضت المعابد للتدمير والإهمال. ولكن تبدلت الأحوال في بداية القرن التاسع عشر، فقد اجتاح أوروبا موجة من الاهتمام تجاه مصر القديمة والتي أدت إلى ظهور علم المصريات وزيادة أعداد الزائرين الراغبين في رؤية ما تبقى من هذه الحضارة. وما زالت عشرات من المعابد قائمة حتى يومنا هذا، بل وأصبح البعض منها من المزارات السياحية الشهيرة على مستوى العالم والتي تساهم بشكل كبير في الاقتصاد المصري الحديث. وما زال علماء المصريات يدرسون المعابد القائمة وبقايا المعابد الأخري المحطمة؛ حيث إنها مصدر ثري للحصول على معلومات عن المجتمع المصري القديم.

## الوظائف

### الوظيفة الدينية

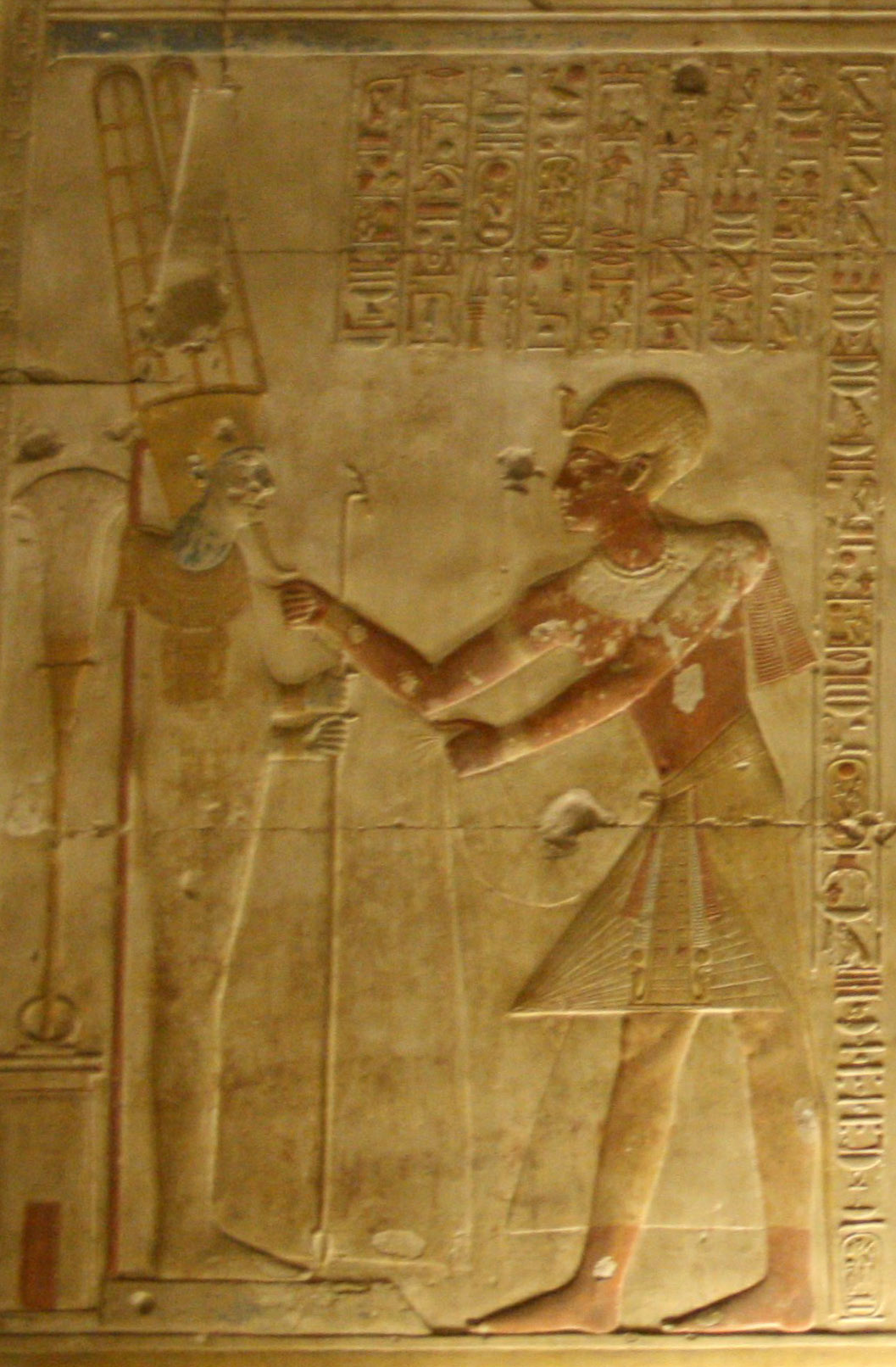
النحت الغائر يصور الفرعون سيتي الأول وهو يقوم بأداء الطقوس الدينية إلى الإله آمون.

كانت المعابد في مصر القديمة مقر إقامة الآلهة على الأرض. وكان المصريين القدماء يستخدمون مصطلح "حوت نتر" بشكل شائع لوصف بناء المعبد بأنه قصر الإله. فبحضور الإله في المعبد يعني أن تم ربط البشرية بالعوالم الإلهية؛ مما يسمح لرواد المعبد بالتواصل مع الإله بواسطة طقوس مختلفة. فبحسب المعتقد المصري القديم كانت هذ الطقوس تؤكد دور الإله السليم في إدارة الطبيعة. وذلك كله يعد جزءاَ من المحافظة على دور ماعت المساهم في الحفاظ على النظام المثالي للطبيعة والمجتمع. وذلك كان الأساس في الديانة المصرية  والغرض كذلك من بناء المعابد.
كان الفرعون يُعد ملك مقدّس باعتبار أن له سلطة إلهية، لذلك كان يُعد ممثل الآلهة على الأرض والداعم الأهم لماعت. لذلك كان واجبه النظري هو أداء الطقوس بالمعبد، في حين أنه من غير المؤكد حتى الآن كيفية مساهمته في الطقوس بالاحتفالات الدينية خاصةً مع استحالة وجودة في كافة معابد مصر، لذلك كانت يُكلف الكهنة بهذه المهام، وإن كان دور الفرعون كان يلزمه ببناء ورعاية وتوسيع المعابد في كافة أنحاء البلاد.
على الرغم من أن كان الفرعون يفرض سلطته، إلا أن كان أداء الطقوس عنده واجب رسمي، وكان من يستطيع فقط أن لا يفعله هم الكهنة.و تم حظر مشاركة عامة الناس في معظم الاحتفالات الدينية، وبالتالي فإن وضع النشاط الديني قل في المجتمع، وكانت أحياناً الاحتفالات الدينية تُقام خارج المعابد الرسمية. ومع ذلك، النت المعابد هي حلقة الوصل الأساسية بين الإنسان والآلهة وأصبح العديد منها نقطة جذب كبيرة.
وكانت الأولوية لكل المعابد الآلهية، فهي التي كان يُقام بها الاحتفلات الدينية. وكانت تلك المعابد تحتوي على أماكن قليلة لعمل السحر وعمل الممارسات الدينية الخاصة. كان هناك أيضاً في تلك المعابد الآلهة الذين لهم دور مهم في الكون، وكانولا يضعوهم في تلك المعابد تبجيلاً لهم. وكان هناك آلهة معينة من الفراعنة تملك بعض المعابد في مصر، وعلى الرغم من انها معروفة بشكل كبير إلا انه لم تكن معروفة في جميع أنحاء العالم. حتى في مصر لم تكن معروفة إلا في المدن التي كان بها معابدهم الرئيسية. في الأساطير المصرية يقولون أنه تم بناء أول معبد ليكون مقر للآلهة، على الرغم من أن اسم الآلهة وموقع المعابد يختلف بحسب المدينة. لذلك، كل معبد مصري كان مرتبطاً مع مكان إنشائه كوطن للإله، وكان المعبد يتم تأسيسه في وسط المدينة وكان يعتبر الآلة هو راعي وحامي تلك المدينة.
بنيت الفراعنة المعابد أيضاً لحماية الروح عندما تُحاسب في الآخرة، لذلك كانوا يقمون بتزين قبورهم. غالباً ما تسمى هذه المعابد «المعابد الجنائزية» لتمييزها عن بقية المعابد. ولكن كان جيرهارد هاني من علماء المصريات يشك في الفرق بين الاثنين، حيث أن المصريين كانوا يقمون بالطقوس الآلهية إلى المتوفى، لأن كانت تُقام وفاة رمزية في جميع المعابد المصرية. فعبادة الآلهة كانت توجد في جميع المعابد الجنائزية، وقال عالم المصريات، ستيفن كويرك، أنه «في جميع الفترات عبادة الآلهة، كانت جميع الآلهة عبارة عن فراعنة». ومع ذلك كانت بعض المعابد مخصصة للاحتفال بالفراعنة المتوفية وتقديم القرابين إلى أرواحهم، ولا يوجد أحد عرف الهدف من ذلك، ولكن ربما أرادوا أن الفرعون بتساوى مع الآلة للوصول به إلى أعلى مكانة ممكنة. فصعوبة التمييز بين المعابد إلى لهية والجنائزية يعكس العلاقة الزثيقة بين الآلهة والملوك ويعكس المعتقدات المصرية.

### الوظيفة الاقتصادية والإدارية
كانت المعابد المراكز الرئيسية للنشاط الاقتصادي. وكانت تحتاج إلى كميات ضخمة من الموارد وتوفر فرص عمل لعشرات الآلاف من الكهنة والحرفيين والعمال. العملية الاقتصادية لمعبد مثل مصروفات منزل مصري كبير، مع وجود خادمين مخصصين لرعاية الآلهة كما كان يوجد خدم لملاك العقارات. ويعكس هذا التشابه المصطلح المصري أرض المعبد وإدارتها والتي تأتي على أنها تعني «المنزل» أو «الملكية».
وتم التبرع ببعض لوازم المعبد مباشرة من الفرعون. في عصر الدولة الحديثة، جاءت هذه التبرعات في الوقت الذي كانت فيه مصر قوة إمبريالية، من غنائم الحملات العسكرية أو غنائم القبائل التي يستولى عليها الملوك. وكان الفرعون يجمع أيضاً الضرائب التي تذهب مباشرة إلى المعبد، كما كان يأخذ الإيرادات الأخرى الخاصة بالتبرعات، أو الأرض مقابل السلع الخدمات الكهنوتية، مثل الصلاة لأرواحهم في الآخرة.

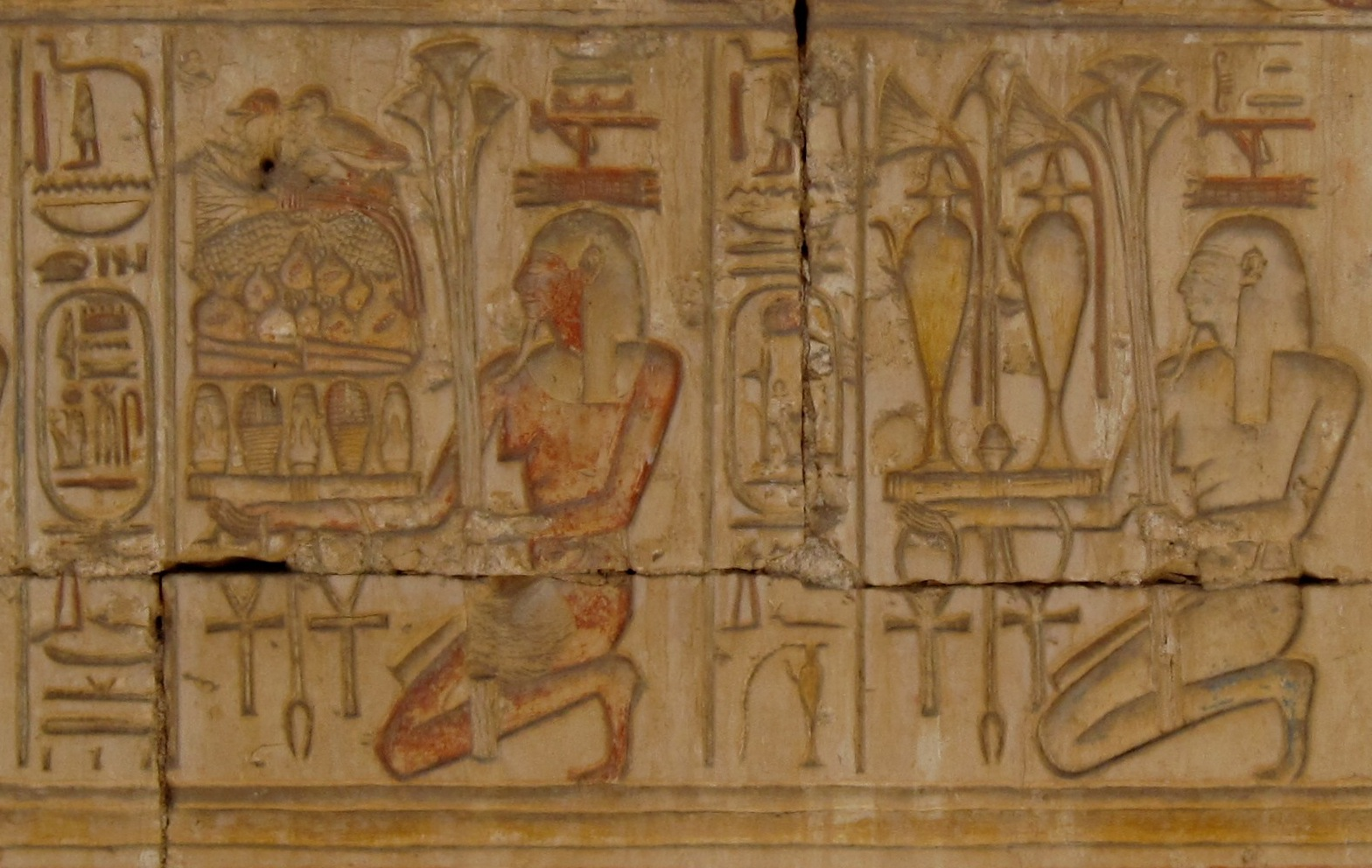
النحت الغائر في معبد أبيدوس الكبير لتجسيد صور تقديم القرابين.

ومع ذلك، جاء الكثير من الدعم الاقتصادي للمعبد من موارده الخاصة، وخاصة من المساحات الواسعة من الأراضي الواقعة خارج الجدران التي يمكن العثور عليها حتى مسافة كبيرة. كان الأكثر قيمة هي الأراضي الزراعية، وإنتاج الحبوب والفواكه أو النبيذ والحفاظ على الماشية. وكان يُمكن للمعابد استغلال الأرض مباشرة، تأجيرها للمزارعين للحصول على جزء من الإنتاج أوعمل إدارة التعاون مع الأدارة المالكة. كما بعث المعابد البعثات إلى الصحراء، حيث الحصول على منتجات مثل الملح والعسل والحيوانات أو المعادن القيمة. وبعض هذه المؤسسات الدينية كانت ترسل أساطيل السفن المستخدمة في التجارة على طول نهر النيل أو حتى خارج الحدود المصرية. وكما يقول ريتشارد ويلكنسون كان يتم أرسال فرسان المعبد، وكانت ممتلكات المعبد «غالباً ما تمثل جزء من مصر نفسها» كمراكز اقتصادية كبرى وكأماكن العمل لجزء كبير من السكان، وكان هذا جزء رئيسي من المدن المصرية.
وفي النهاية، عقدت كل هذه القوة الاقتصادية من قبل الملك، وإدارة الملكية اجتماع لتحويل بعض مواردها لدعم توسع أكبر. وهذا مكن الفرعون من زيادة دخل المعبد المخصص للآلهة، وكان الحكام في المعابد الجنائزية تميل إلى تحويل الموارد إلى الفراعنة الذين ماتوا منذ زمن بعيد. وعلاوة على ذلك، وكان يمكن أيضاً للفرعون طلب وتوفير إمدادات لأغراض أخرى، وإذا كانت المعابد الجنائزية لدفن الموتى، فالذي أشرف على عمل المقابر هم عمال دير المدينة. والرقابة الصارمة من قبل الملاك تكون بمراجعة توزيع ممتلكاتهم في جميع أنحاء المملكة، وهو ما قد يعني إغلاق بعض المعابد ويغير كثيرا من المشهد الاقتصادي المصري. ذلك، كانت هذه المعابد كانت أدوات هامة تسيطر على مواردها الفراعنة وعلى سكان المملكة. لكن، كان المشرفين مباشرة من المجال الاقتصادي الخاص، يمارسون إدارات المعابد العظيمة التي كانت لديهم نفوذ كبير تتعدى سلطة الفرعون الضعيفة.

## التطور

### تطوير المعبد
ظهرت أقدم المزارات المعروفة في مصر في عصر ما قبل الأسرات، في أواخر القرن الرابع قبل الميلاد. وكانت هذه المباني يتم بنائها بمواد قابلة للتلف مثل الخشب والطين والقصب والحصير. وعلى الرغم من زوال بعض هذه المباني القديمة، إلا إنها تُعتبر من الفن المصري، وكانت الأضرحة القديمة تشير إلى الحياة الأبدية للآلهة والأماكن التي كانوا يعيشون فيها.
في بداية الفترة القديمة من (3100-2686 قبل الميلاد) كانت الفراعنة يبنون المعابد الجنائزية في منطقة أبيدوس الدينية بنمط واحد عام. وفي هذه المرحلة المبكرة، كانت معابد مناطق أخرى من مصر أو الرعاية الملكية هي التي تقوم فقط بتغيير نمط بناءالمعابد. وعلى أية حال، في عصر الدولة القديمة (2686-2181 قبل الميلاد) تم توسيع المعابد الجنائزية بشكل كبير، في حين أن الغالبية العظمى من المعابد المكرسة للآلهة ظلت متواضعة. وهذا يشير إلى أن الموتى كانوا أهم من الآلهة.

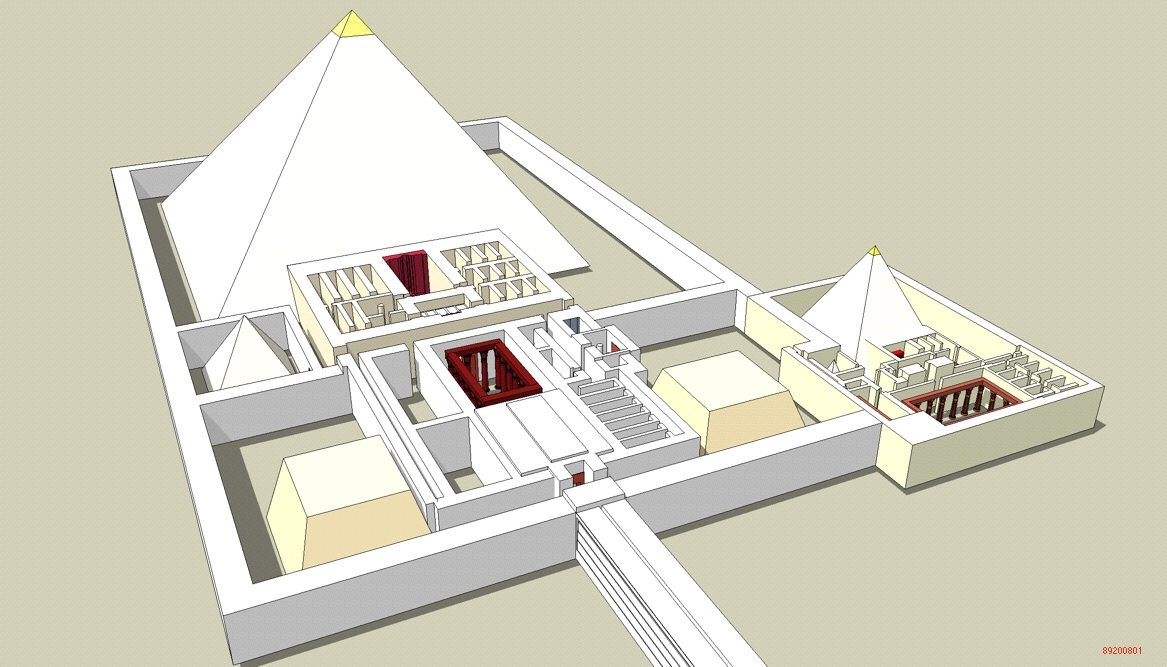
إعادة بناء معبد في الإمبراطورية القديمة.

بدأ التوسع في الضروح الجنائزية في عهد زوسر، الذي جعل مدخلها بالكامل من الحجر وقام بعمل هرم زوسر. وعمل بداخله قبر له وساهم مجمع المعابد الجنائزية في وضع حجر الهرم، الذي كان قريب من القرية التي فيها ذلك المجمع. كما ساهم الشعب أيضاً في تطوير تلك المعابد. كما قام أيضا الفرعون سنفرو بتغيرات، وذلك بعمل المعبد متناظر الهرمية، مع معبد الوادي على النيل متصل بمعبد آخر في سفح الهرم. فكان الهرم القديم يجمع بين عناصر مختلفة من كل جانب وتوزيع محور واحد وخطة مستطيلة من زوسر.
وكما طور الفراعنة هذا الهرم قاموا بتأسيس مدن جديدة ومزارع في الأراضي غير المطورة على طول مصر. ساعد تدفق المنتجات إلى الحكومة المركزية والمعابد |إلى توحيد المملكة. ومع ذلك، فإن أزدياد قوة المعابد والكهنة الذين تمكنوا من المؤسسات جعل السلطة الحقيقية مستقلة جدا، وإضعاف السلطة المركزية وساهمت في سقوط الدولة القديمة.
واصل حكام الدولة الوسطى (2055-1650 قبل الميلاد)، توحيد البلاد، بعد انهياره، لبناء الأهرامات. وكانت باقي الاماكن القليلة تحافظ على المعابد والمعابد المكرسة للآلهة زادت من استخدام الحجر. وكان نمط تصميم المعبد وجود ملاذا بعد قاعة الأعمدة وظهر كثيرا هذا النمط في تلك الفترة.

### الإمبراطورية الجديدة
مع زيادة الثروة والسلطة خلال عصر الدولة الحديثة (1550-1070 قبل الميلاد)، خصصت مصر المزيد من مواردها لتطوير المعابد، والتي تم تطويرها بشكل أكبر. وأصبحت الكهنة مرة أخرى جزءاً مهما من السلطة في مصر. فمع التوسع في نفوذ المعابد والاحتفالات الدينية التي يتم الاحتفال بها من قبل الجمهور، ازدادت أهمية تلك الاحتفالات. وفي هذة الفترة كان أهم الآلهة هو الآلة آمون رع في معبد الكرنك وكان للكهنة نفوذ سياسي هائل.

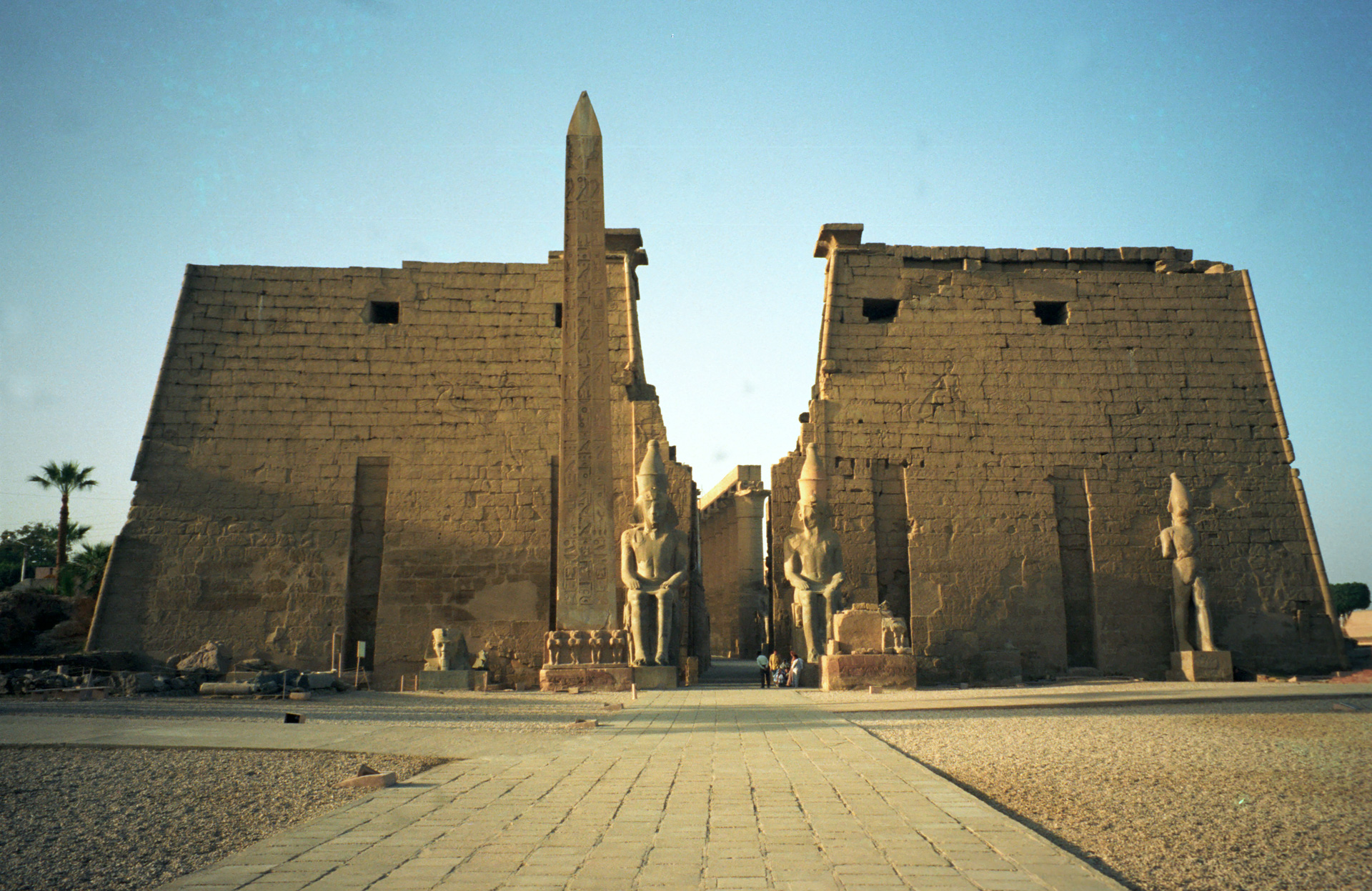
مدخل الصرح من معبد الأقصر، أحد أهم المعابد في عصر الدولة الحديثة.

ثم بعد ذلك، تم عمل العديد من المعابد من الحجر وكانت تتكون من: المعزل، وغرف، والباحات، ومداخل، وأبراج تحيط بها وكانت جميع المعابد يُقام بها الاحتفالات الدينية. وفي عصر الدولة الحديثة بدأ الفراعنة يقمون ببناء الأهرمات وعمل الضروح الجناءزية للقبور بعيداً عن معابدهم الجنائزية. ومع بدأ عمل الأهرامات، قاموا بتوزيع أهمية المعابد الجنائزية وفقاً للآلهة الموجودة بها.
وفي منتصف تلك الفترة قامت الفرعونة أخناتون، زوجة الفرعون آتون، بجعل عبادة الآلهة رسمية ولايجب التهاون فيها ولا ألغائها وخاصة عبادة الآلة آتون. كما تم في هذة الفترة أهمال المعابد التقليدية والاهتمام بمعبد آتون الجديد، الذي اختلف تصميمه وبنائه بشكل ملحوظ. لكن تم إلغاء العبادة الرسمية لآتون من اخناتون بعد وقت قصير من وفاته، وتم إلغاء المعابد التقليدية المكرسة لعبادة آتون. وكانوا الفراعنة يستخدمون المزيد من الموارد لتطوير المعابد، وخاصة في بناء تمثال رمسيس الثاني، الذي يُعد من أبرز المعالم الأثرية في التاريخ. وزاد التأثير الديني للكهنة وفي نفس الوقت زادت ثرواتهم: من المعابد، التي تسيطر من قبل الكهنة. وتراجعت القوة الفرعونية وفي القرن الحادي عشر كانوا كهنة آمون لهم قدرة عالية على السيطرة على صعيد مصر، ومن هنا بدء الانقسام السياسي وبالتالي أدى ذللك إلى الفترة الانتقالية الثالثة (1070-664 قبل الميلاد).
مع انهيار الدولة الحديثة توقف بناء المعابد الجنائزية. ومع ذلك، تم دفن بعض ملوك الفترة الانتقالية الثالثة في المعابد الإلهية، واستمرت العلاقة الوثيقة بين المعابد والمقابر.

### آخر التطورات

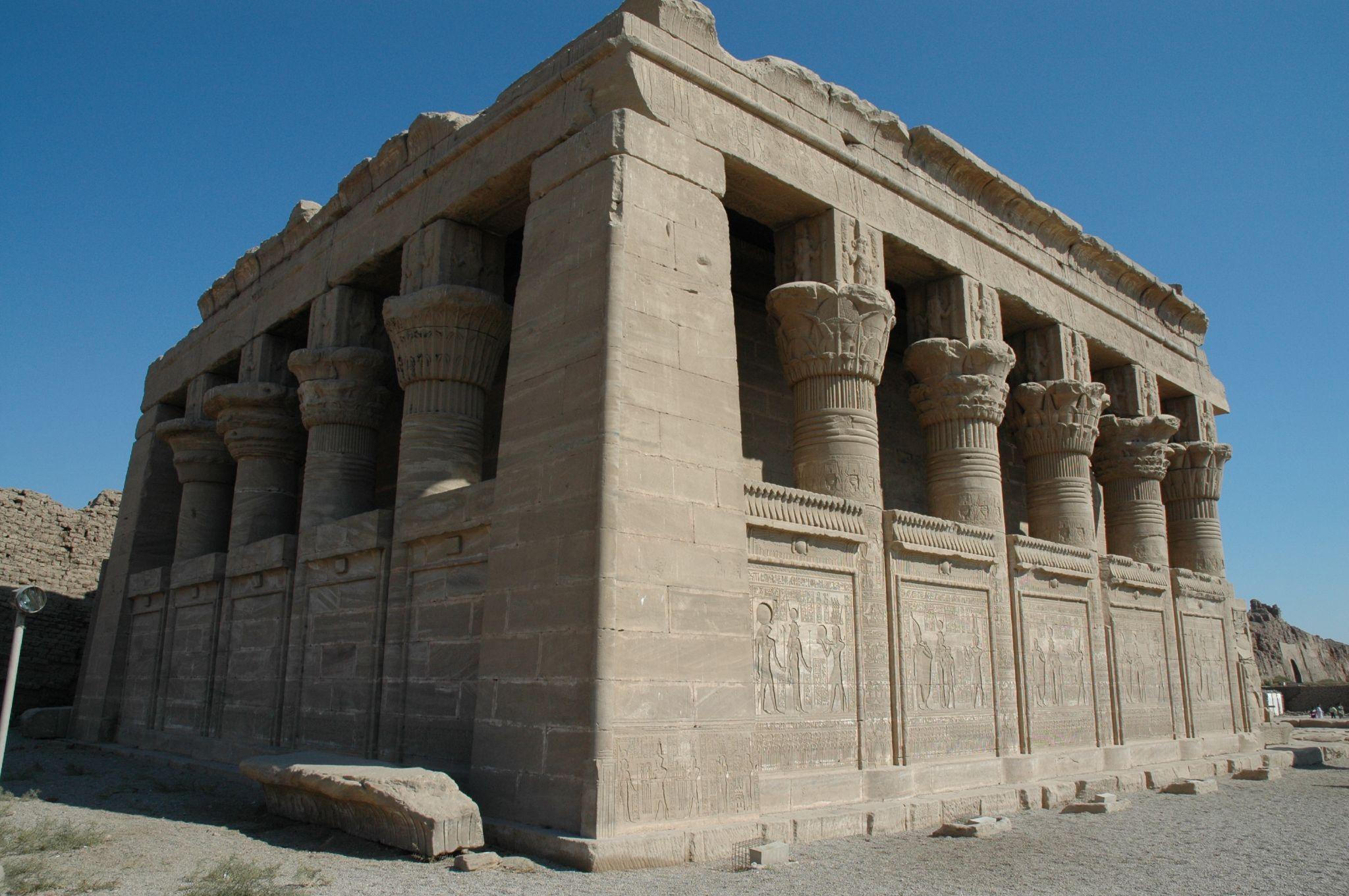
معبد دندرة الروماني.

في العصر المتأخر (664-323 قبل الميلاد) بدأت تتدخل الدول الأجنبية في ضعف الدولة المصرية، والتي شهدت فترات استقلال من حين لآخر. حاول ان يسيطر العديد من الأجانب على هذه المعابد حتى تكون لهم سلطة في مصر أكبر من الفراعنة ومن اجل تعزيز وجودهم. وفي القرنين الثامن والسابع تم استعادة معبد الكرنك واعتمدت اسلوب البناء للمعبد المصري في النوبة على نمط البناء المصري المتطور. في هذه القرون تغيرت عدة معابد، وتأثير الكهنوت بشكل عام.
على الرغم من الاضطرابات السياسية، ظل تطور بناء المعبد المصري دون أن يتأثر بالأجانب. وكانوا يضعون في المعابد الآلهة الذكور ثم بعد ذلك قامو بوضع الآلهة الإناث وأصبحت أكثر اهمية من الذكور.وركزت المعابد على الأنشطة الدينية وتقديم القرابين للآلهة.كما استمروا في تطوير الأشكال المعمارية الجديدة للمعابد، واستحدموا الاعمدة المزخرفة. وكانت الحكومة المحلية تقيم الاحتفالات الاسطورية داخل المعابد، وكان ذللك في فترة حكم البطالمة، والملوك الذين حكموا مثل الفراعنة مايقرب من 300 سنة.

## البناء

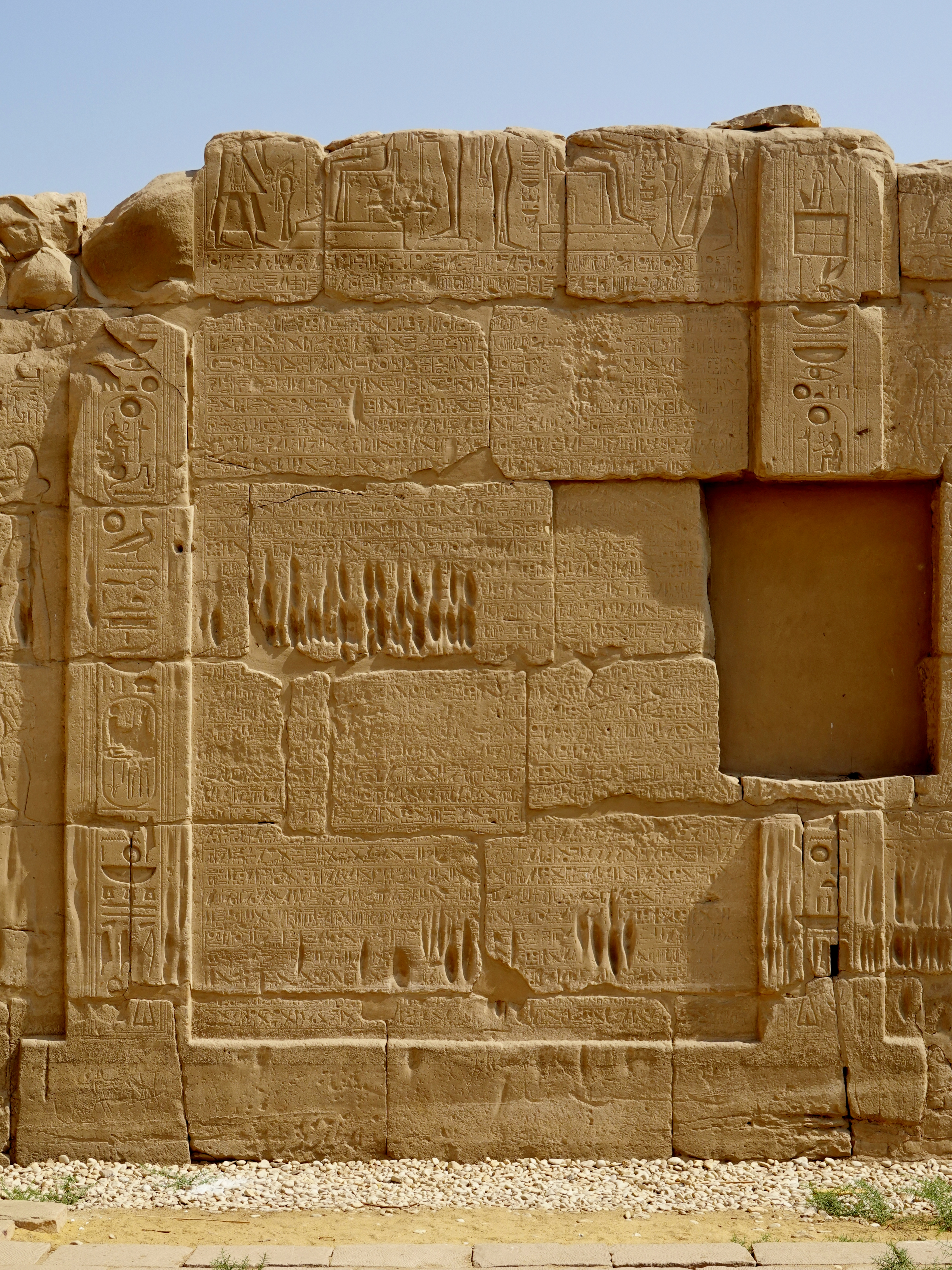
الكتابة بالهيروغافية على حجر جدران معبد الكرنك.

أُقيمت المعابد في مصر كلها العليا والسفلى وفي الواحات الصحراوية في ليبيا تحت السيطرة المصرية، إلى سيوة، وفي شبه جزيرة سيناء وفي الفترات التي سيطرت مصر على النوبة تم بناء معابد الحكام هناك. وكانت معظم مدن مصر لديها هيكل لبناء المعابد (69 عاما) ولكن في بعضها، كما في المعابد الجنائزية أو معابد النوبة. وكان يتم تأسيس هذه المعابد لأسباب دينية وكان يتم استخدمها للدفن الحكام أو لعبادة آله أسطوري. وكان بناء المعابد يكون في الأماكن ذات الأهمية الدينية، كمعبد المجاورة، وآله الشمس. فعلى سبيل المثال، يتم تعامد أشعة الشمس مرتين في السنة على الآلهة في معبد أبو سمبل الكبير.
وكان بناء المعبد من خلال سلسلة من الطقوس الدينية المعقدة للمؤسسين. وعند الانتهاء من بنائه يتم أداء الطقوس الدينية، والتي ينبغي أن تتم من قبل الفرعون نفسه كجزء من واجباتهم الدينية. وفي الواقع، كان بناء المعابد المصرية يمون تحت اشراف السيادة المصرية رمزياً.وكان يتم استخدام الخشب والأدوات الحجرية لبناء هياكل المعابد الضخمة التي استغرق سنوات أو عقود.

## وصلات خارجية
- Colabora en Commons. Wikimedia Commons alberga contenido multimedia sobre Templo egipcio.
- Ancient Egyptian architecture: temples (en inglés)